# Granica armeńsko-irańska
Granica armeńsko-irańska – to granica międzypaństwowa, ciągnąca się na długości 35 km korytem rzeki Araks, od trójstyku z Nachiczewańską Republikę Autonomiczną na zachodzie do trójstyku z Azerbejdżanem na wschodzie.